# Abaz

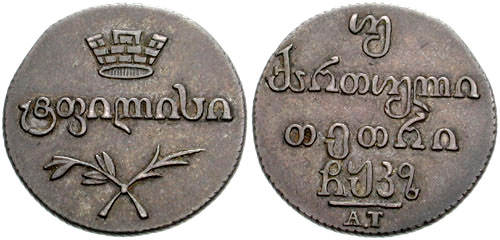
Abazi ražené v Tbilisi

Abaz nebo abazi (gruzínsky აბაზი) byla gruzínská stříbrná mince, která byla v oběhu od počátku 17. století do poloviny 19. století. Původně se jednalo o perskou minci abbásí pojmenovanou podle šáha Abbáse I. Velikého, za jehož vlády byla v Persii ražena a to nejprve roku 1620 s hmotností přibližně 7,7 g.
V gruzínském Tbilisi byla ražena od roku 1782 a vydržela v oběhu i po anexi Gruzie ruskou říší v roce 1801. Pak byla ražena ještě v roce 1803 a v roce 1833, přičemž rubl ji definitivně vytlačil z oběhu až v šedesátých letech devatenáctého století.

## Dělení
- 1 abaz – 4 šahisy
- 50 abazov – 1 toman